# Sin (thần thoại)
Sin /ˈsiːn/ hoặc Suen (Tiếng Akkad: 𒂗𒍪 EN.ZU, phát âm Su'en, Sîn)  hay Nanna (Tiếng Sumer: 𒀭𒋀𒆠 DŠEŠ.KI, DNANNA) là vị thần Mặt trăng trong các tôn giáo Lưỡng Hà. Nanna ban đầu được người Sumer thờ phụng, và sau này được các dân tộc Semit thờ phụng với tên Sīn. Theo bài thơ cổ Sumer, Enlil và Ninlil (ETCSL 1.2.1), Nanna là con trai của Enlil và Ninlil, và là anh trai của Kur, thần chết Nergal, Ninazu,và Enbilulu. Theo truyền thuyết Isin, Nanna có vợ là Ningal, sinh ra thần Mặt trời Utu và nữ thần sao Kim Inanna.. Hai trung tâm thờ phụng chính của Nanna/Sīn là Ur ở phía nam Lưỡng Hà và Harran ở phía bắc. Một vị thần mặt trăng cùng tên cũng được thờ phụng ở Nam Ả Rập.

## Dẫn nguồn
1. ↑  "Cuneiform dictionnary".
2. 1 2  Jacobsen 1946, tr. 128–152.
3. ↑  Kramer 1961, tr. 45.
4. ↑  Kramer 1961, tr. 46.
5. ↑  Black, Cunningham & Robson 2006, tr. 106.
6. ↑  Wolkstein & Kramer 1983, tr. ix-xi.
7. ↑  Leick 1998, tr. 88.
8. ↑  Black & Green 1992, tr. 108.
9. ↑  Hall, M. D. A Study of Sumerian Moon God Nanna/Suen. Phd thesis, University of Pennyslviania, 1985, p. 227]
10. ↑  Manfred Lurker (2015). A Dictionary of Gods and Goddesses, Devils and Demo m,nĺns. Routledge. tr. 227.